# Joseph Ruiz Samaniego
Joseph o José Ruiz Samaniego (fl. Tarazona, 1651 - Zaragoza, 1670) fue un maestro de capilla y compositor español.

## Biografía
Tanto su lugar de nacimiento, como la fecha son desconocidos. Es posible que fuera pariente (¿hermano?) de Francisco Ruiz Samaniego, pero no existen pruebas documentales.
Inició su maestría en la catedral de Tarazona en 1651. Los primeros documentos en los que aparece son de 1654. En Tarazona tuvo grandes problemas; fue acusado de maltrato a los infantes del coro y de ausentarse sin permiso de su trabajo, lo que llevó a su expulsión en 1656. A instancias del obispo de Tarazona, Pedro Manero, volvió a ser admitido un mes después, pero finalmente tuvo que buscar otro destino. El 21 de octubre de 1661 fue nombrado para la maestría de Tarazona Vicente Malvaseda.
El 27 de septiembre de 1661 fue nombrado maestro de capilla —sin oposición— del Pilar de Zaragoza, ya que la plaza había quedado libre tras el fallecimiento de su antecesor, Miguel Juan Marqués. Aunque inicialmente brilló por su buen trabajo, poco tardó en tener los mismos problemas que en Tarazona: maltrato a los infantes y desavenencias con los demás miembros de la capilla. En 1664 fue excomulgado por el vicario general, por una discusión en la que llegó insultar y golpear a un canónigo, pero finalmente se decidió que el vicario no tenía jurisdicción; en 1669 fue expulsado de las casas del claustro por «ciertos malos hábitos». Finalmente fue expulsado en febrero de 1670, ya que «no cabía enmienda en su condición». A partir de ahí se pierde su rastro.

## Obra
Pedro Calahorra lo considera uno de los más conocidos y relevantes músicos de la segunda mitad del siglo XVII, debido a la gran cantidad de obras que compuso; especialmente villancicos. En el archivo de la Seo de Zaragoza se conservan 167 obras suyas, además de otras firmadas Ruiz de las que no se sabe si corresponden a José o a Francisco, del que también hay obras en el archivo.
De los villancicos polifónicos, se conservan 30 dedicados a la Navidad; 31 al Día de Reyes; 21 a Nuestra Señora, de los que 5 están dedicados a la Virgen del Pilar; además de otros dedicados a diversas fiestas religiosas. Los villancicos muestran una notable variedad. Para evitar la monotonía los basaba en otros  villancicos, en romances, en quintillas, en comedias e imitaciones de otros lenguajes, tales como los villancicos negros, gallegos o franceses. Igualmente los ritmos —seguidillas, jácaras, etc.—, la disposición de voces —hasta 16 voces en un villancico— y la gran variedad instrumental dan una muestra de la creatividad de Ruiz.

### Ediciones
- Ruiz Samaniego, Joseph (1987).  González Marín, Luis Antonio, ed. Seis villancicos del maestro de capilla de El Pilar don Joseph Ruiz Samaniego (1661-1670). Polifonía Aragonesa (IV). Institución "Fernando el Católico". ISBN 84-00-06605-7. Consultado el 31 de diciembre de 2020.
- Ruiz Samaniego, Joseph (1998).  González Marín, Luis Antonio, ed. Joseph Ruiz Samaniego (fl. 1653-1670): Miserere a 8. Barcelona: CSIC. ISBN 84-00-07776-8. Consultado el 31 de diciembre de 2020.
- Ruiz Samaniego, Joseph (1999).  González Marín, Luis Antonio, ed. Joseph Ruiz Samaniego (fl. 1653-1670): Vísperas. Barcelona: CSIC. ISBN 84-00-07968-X. Consultado el 31 de diciembre de 2020.
- Ruiz Samaniego, Joseph (2001).  González Marín, Luis Antonio, ed. Joseph Ruiz Samaniego (fl. 1653-1670): Villancicos (de dos a dieciséis voces). Barcelona: CSIC. ISBN 84-00-07955-8. Consultado el 31 de diciembre de 2020.